# جورج سوشياس
جورج سوشياس (بالإسبانية: Jorge Socías)‏ مواليد 26 أكتوبر 1951 في سانتياغو، هو لاعب كرة قدم تشيلي سابق كان يلعب كلاعب وسط. سبق له أن لعب في كأس العالم لكرة القدم مع منتخب بلاده.

## المسيرة الاحترافية

### أندية لعب لها
- نادي أونيفرسيداد دي تشيلي

## روابط خارجية
- جورج سوشياس على موقع الاتحاد الدولي (مؤرشف)  (الإنجليزية)
- جورج سوشياس على موقع قاعدة بيانات كرة القدم.إي يو (الإنجليزية)
- جورج سوشياس على موقع ناشيونال فوتبول تيمز (الإنجليزية)
- جورج سوشياس على موقع عالم كرة القدم.نت (الإنجليزية)